# Problema del sofà

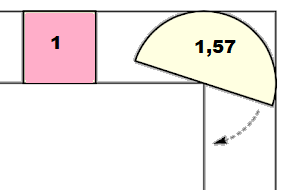
Solucions trivials del problema.

En matemàtiques, el problema del sofà és un problema no resolt sobre una idealització bidimensional del trasllat d'una figura (el sofà) per un passadís en forma de L d'una unitat d'amplada. El problema consisteix en calcular la superfície màxima de la figura que pot superar l'obstacle de la cantonada de 90 graus sense ser aixecat del terra.
El problema, aparentment trivial, va ser proposat pel matemàtic canadenc Leo Moser el 1966, tot i que havia estat discutit informalment per altres matemàtics anteriorment, i des d'aleshores s'ha convertit en un dels més popular problemes no resolts.
És obvi que un sofà quadrat de costat {\displaystyle 1} podria passar la cantonada essent arrossegat primer cap a la dreta i després cap a baix. Això dona una superfície de la figura de {\displaystyle 1}. Però també podria vencer l'obstacle una figura semicircular de radi {\displaystyle 1}, lo qual donaria una superfície de {\displaystyle \pi /2=1,57}.

Solució de Hammersley

El 1968, el matemàtic britànic John Hammersley va proposar una nova figura, de forma similar a un auricular telefònic antic, que consisteix en dos quarts de disc de radi {\displaystyle 1} a banda i banda d'un rectangle d'{\displaystyle 1} per {\displaystyle 4/\pi } del qual s'ha eliminat un mig disc de radi {\displaystyle 2/\pi }. Aquesta figura té una superfície de {\displaystyle \pi /2+2/\pi \approx 2.2074}.
Hammersley també va demostrar que no podien existir figures d'una superfície superior a {\displaystyle 2{\sqrt {2}}\approx 2.8284} que complissin el requisit.
Tot això deixava el problema obert: podien existir altres figures de superfície més gran que la de Hammersley que també poguessin girar a la cantonada.

Figura proposada per Gerver (1992).

El 1992, el matemàtic Joseph Gerver, va obtenir una figura de superfície {\displaystyle 2,2195}, ampliant la figura de Hammersley i arrodonint-li les cantonades.
L'any 2018, amb un algorisme iteratiu i després de quasi cinc-centes hores de càlculs amb ordinador, els matemàtics Yoav Kallus i Dan Romik, van establir que el límit màxim de la superfície de la figura era de {\displaystyle 2,37}. Aquest últim, també va estudiar el cas d'una figura "ambidextra": una figura que pogués fer un gir a la dreta i, a continuació, un altre a l'esquerra.

El sofà ambidextre de Romik.

Amb tot, el problema segueix obert.